# Борго Економија (Тревизо)
Борго Економија је насеље у Италији у округу Тревизо, региону Венето.
Према процени из 2011. у насељу је живело 50 становника. Насеље се налази на надморској висини од 39 м.